# 12e étape du Tour d'Espagne 2019
Pour un article plus général, voir Tour d'Espagne 2019.
La 12e étape du Tour d'Espagne 2019 se déroule le jeudi 5 septembre 2019, sous la forme d'une étape accidentée, entre Los Arcos et Bilbao, sur une distance de 175 km.

## Résultats

### Classement de l'étape
| \| Classement de l'étape \| Classement de l'étape \| Classement de l'étape \| Classement de l'étape \| Classement de l'étape \| \| Coureur \| Coureur \| Pays \| Équipe \| Temps \| \| --------------------- \| --------------------- \| --------------------- \| ----------------------------- \| --------------------- \| \| 1er \| Philippe Gilbert \| Belgique \| Deceuninck-Quick Step \| 3 h 48 min 18 s \| \| 2e \| Alex Aranburu \| Espagne \| Caja Rural-Seguros RGA \| + 3 s \| \| 3e \| Fernando Barceló \| Espagne \| Euskadi Basque Country-Murias \| + 3 s \| \| 4e \| José Joaquín Rojas \| Espagne \| Movistar Team \| + 22 s \| \| 5e \| Nikias Arndt \| Allemagne \| Team Sunweb \| + 26 s \| \| 6e \| Tosh Van der Sande \| Belgique \| Lotto-Soudal \| + 29 s \| \| 7e \| Cyril Barthe \| France \| Euskadi Basque Country-Murias \| + 29 s \| \| 8e \| Manuele Boaro \| Italie \| Astana \| + 29 s \| \| 9e \| Tim Declercq \| Belgique \| Deceuninck-Quick Step \| + 29 s \| \| 10e \| Valerio Conti \| Italie \| UAE Team Emirates \| + 31 s \| |                    |           |                               |                 |
| |                    |           |                               |                 |
| Source : ProCyclingStats |                    |           |                               |                 |
| Classement de l'étape |                    |           |                               |                 |
| Coureur | Coureur            | Pays      | Équipe                        | Temps           |
| 1er | Philippe Gilbert   | Belgique  | Deceuninck-Quick Step         | 3 h 48 min 18 s |
| 2e | Alex Aranburu      | Espagne   | Caja Rural-Seguros RGA        | + 3 s           |
| 3e | Fernando Barceló   | Espagne   | Euskadi Basque Country-Murias | + 3 s           |
| 4e | José Joaquín Rojas | Espagne   | Movistar Team                 | + 22 s          |
| 5e | Nikias Arndt       | Allemagne | Team Sunweb                   | + 26 s          |
| 6e | Tosh Van der Sande | Belgique  | Lotto-Soudal                  | + 29 s          |
| 7e | Cyril Barthe       | France    | Euskadi Basque Country-Murias | + 29 s          |
| 8e | Manuele Boaro      | Italie    | Astana                        | + 29 s          |
| 9e | Tim Declercq       | Belgique  | Deceuninck-Quick Step         | + 29 s          |
| 10e | Valerio Conti      | Italie    | UAE Team Emirates             | + 31 s          |

## Classements à l'issue de l'étape

### Classement général
| \| Classement général \| Classement général \| Classement général \| Classement général \| Classement général \| \| Coureur \| Coureur \| Pays \| Équipe \| Temps \| \| ------------------ \| ------------------ \| ------------------ \| -------------------------- \| ------------------ \| \| 1er \| Primož Roglič \| Slovénie \| Team Jumbo-Visma \| 44 h 52 min 08 s \| \| 2e \| Alejandro Valverde \| Espagne \| Movistar Team \| + 1 min 52 s \| \| 3e \| Miguel Ángel López \| Colombie \| Astana \| + 2 min 11 s \| \| 4e \| Nairo Quintana \| Colombie \| Movistar Team \| + 3 min 00 s \| \| 5e \| Tadej Pogačar \| Slovénie \| UAE Team Emirates \| + 3 min 05 s \| \| 6e \| Carl Fredrik Hagen \| Norvège \| Lotto-Soudal \| + 4 min 59 s \| \| 7e \| Rafał Majka \| Pologne \| Bora-Hansgrohe \| + 5 min 42 s \| \| 8e \| Nicolas Edet \| France \| Cofidis, Solutions Crédits \| + 5 min 49 s \| \| 9e \| Dylan Teuns \| Belgique \| Bahrain-Merida \| + 6 min 07 s \| \| 10e \| Wilco Kelderman \| Pays-Bas \| Team Sunweb \| + 6 min 25 s \| |                    |          |                            |                  |
| |                    |          |                            |                  |
| Source : ProCyclingStats |                    |          |                            |                  |
| Classement général |                    |          |                            |                  |
| Coureur | Coureur            | Pays     | Équipe                     | Temps            |
| 1er | Primož Roglič      | Slovénie | Team Jumbo-Visma           | 44 h 52 min 08 s |
| 2e | Alejandro Valverde | Espagne  | Movistar Team              | + 1 min 52 s     |
| 3e | Miguel Ángel López | Colombie | Astana                     | + 2 min 11 s     |
| 4e | Nairo Quintana     | Colombie | Movistar Team              | + 3 min 00 s     |
| 5e | Tadej Pogačar      | Slovénie | UAE Team Emirates          | + 3 min 05 s     |
| 6e | Carl Fredrik Hagen | Norvège  | Lotto-Soudal               | + 4 min 59 s     |
| 7e | Rafał Majka        | Pologne  | Bora-Hansgrohe             | + 5 min 42 s     |
| 8e | Nicolas Edet       | France   | Cofidis, Solutions Crédits | + 5 min 49 s     |
| 9e | Dylan Teuns        | Belgique | Bahrain-Merida             | + 6 min 07 s     |
| 10e | Wilco Kelderman    | Pays-Bas | Team Sunweb                | + 6 min 25 s     |

| Classement par points | Classement par points | Classement par points | Classement par points  | Classement par points |
| Coureur               | Coureur               | Pays                  | Équipe                 | Points                |
| --------------------- | --------------------- | --------------------- | ---------------------- | --------------------- |
| 1er                   | Primož Roglič         | Slovénie              | Team Jumbo-Visma       | 89 pts                |
| 2e                    | Nairo Quintana        | Colombie              | Movistar Team          | 70 pts                |
| 3e                    | Alejandro Valverde    | Espagne               | Movistar Team          | 61 pts                |
| 4e                    | Tadej Pogačar         | Slovénie              | UAE Team Emirates      | 61 pts                |
| 5e                    | Alex Aranburu         | Espagne               | Caja Rural-Seguros RGA | 52 pts                |
| 6e                    | Sam Bennett           | Irlande               | Bora-Hansgrohe         | 45 pts                |
| 7e                    | Miguel Ángel López    | Colombie              | Astana                 | 42 pts                |
| 8e                    | Nikias Arndt          | Allemagne             | Team Sunweb            | 39 pts                |
| 9e                    | Dylan Teuns           | Belgique              | Bahrain-Merida         | 37 pts                |
| 10e                   | Fabio Jakobsen        | Pays-Bas              | Deceuninck-Quick Step  | 34 pts                |

| Classement par points | Classement par points | Classement par points | Classement par points  | Classement par points |
| Coureur               | Coureur               | Pays                  | Équipe                 | Points                |
| --------------------- | --------------------- | --------------------- | ---------------------- | --------------------- |
| 1er                   | Primož Roglič         | Slovénie              | Team Jumbo-Visma       | 89 pts                |
| 2e                    | Nairo Quintana        | Colombie              | Movistar Team          | 70 pts                |
| 3e                    | Alejandro Valverde    | Espagne               | Movistar Team          | 61 pts                |
| 4e                    | Tadej Pogačar         | Slovénie              | UAE Team Emirates      | 61 pts                |
| 5e                    | Alex Aranburu         | Espagne               | Caja Rural-Seguros RGA | 52 pts                |
| 6e                    | Sam Bennett           | Irlande               | Bora-Hansgrohe         | 45 pts                |
| 7e                    | Miguel Ángel López    | Colombie              | Astana                 | 42 pts                |
| 8e                    | Nikias Arndt          | Allemagne             | Team Sunweb            | 39 pts                |
| 9e                    | Dylan Teuns           | Belgique              | Bahrain-Merida         | 37 pts                |
| 10e                   | Fabio Jakobsen        | Pays-Bas              | Deceuninck-Quick Step  | 34 pts                |

| Classement de la montagne | Classement de la montagne | Classement de la montagne | Classement de la montagne     | Classement de la montagne |
| Coureur                   | Coureur                   | Pays                      | Équipe                        | Points                    |
| ------------------------- | ------------------------- | ------------------------- | ----------------------------- | ------------------------- |
| 1er                       | Ángel Madrazo             | Espagne                   | Burgos-BH                     | 32 pts                    |
| 2e                        | Geoffrey Bouchard         | France                    | AG2R La Mondiale              | 21 pts                    |
| 3e                        | Sergio Henao              | Colombie                  | UAE Team Emirates             | 20 pts                    |
| 4e                        | Alejandro Valverde        | Espagne                   | Movistar Team                 | 18 pts                    |
| 5e                        | Mikel Bizkarra            | Espagne                   | Euskadi Basque Country-Murias | 16 pts                    |
| 6e                        | Jetse Bol                 | Pays-Bas                  | Burgos-BH                     | 11 pts                    |
| 7e                        | Tadej Pogačar             | Slovénie                  | UAE Team Emirates             | 10 pts                    |
| 8e                        | Primož Roglič             | Slovénie                  | Team Jumbo-Visma              | 10 pts                    |
| 9e                        | Hermann Pernsteiner       | Autriche                  | Bahrain-Merida                | 10 pts                    |
| 10e                       | Wout Poels                | Pays-Bas                  | Team Ineos                    | 9 pts                     |

| Classement de la montagne | Classement de la montagne | Classement de la montagne | Classement de la montagne     | Classement de la montagne |
| Coureur                   | Coureur                   | Pays                      | Équipe                        | Points                    |
| ------------------------- | ------------------------- | ------------------------- | ----------------------------- | ------------------------- |
| 1er                       | Ángel Madrazo             | Espagne                   | Burgos-BH                     | 32 pts                    |
| 2e                        | Geoffrey Bouchard         | France                    | AG2R La Mondiale              | 21 pts                    |
| 3e                        | Sergio Henao              | Colombie                  | UAE Team Emirates             | 20 pts                    |
| 4e                        | Alejandro Valverde        | Espagne                   | Movistar Team                 | 18 pts                    |
| 5e                        | Mikel Bizkarra            | Espagne                   | Euskadi Basque Country-Murias | 16 pts                    |
| 6e                        | Jetse Bol                 | Pays-Bas                  | Burgos-BH                     | 11 pts                    |
| 7e                        | Tadej Pogačar             | Slovénie                  | UAE Team Emirates             | 10 pts                    |
| 8e                        | Primož Roglič             | Slovénie                  | Team Jumbo-Visma              | 10 pts                    |
| 9e                        | Hermann Pernsteiner       | Autriche                  | Bahrain-Merida                | 10 pts                    |
| 10e                       | Wout Poels                | Pays-Bas                  | Team Ineos                    | 9 pts                     |

| Classement du meilleur jeune | Classement du meilleur jeune | Classement du meilleur jeune | Classement du meilleur jeune  | Classement du meilleur jeune |
| Coureur                      | Coureur                      | Pays                         | Équipe                        | Temps                        |
| ---------------------------- | ---------------------------- | ---------------------------- | ----------------------------- | ---------------------------- |
| 1er                          | Miguel Ángel López           | Colombie                     | Astana                        | 44 h 54 min 19 s             |
| 2e                           | Tadej Pogačar                | Slovénie                     | UAE Team Emirates             | + 54 s                       |
| 3e                           | Sergio Higuita               | Colombie                     | EF Education First            | + 8 min 10 s                 |
| 4e                           | James Knox                   | Royaume-Uni                  | Deceuninck-Quick Step         | + 13 min 06 s                |
| 5e                           | Ruben Guerreiro              | Portugal                     | Katusha-Alpecin               | + 14 min 43 s                |
| 6e                           | Kilian Frankiny              | Suisse                       | Groupama-FDJ                  | + 16 min 52 s                |
| 7e                           | Daniel Martínez              | Colombie                     | EF Education First            | + 19 min 43 s                |
| 8e                           | Óscar Rodríguez Garaicoechea | Espagne                      | Euskadi Basque Country-Murias | + 21 min 13 s                |
| 9e                           | Cristian Rodríguez           | Espagne                      | Caja Rural-Seguros RGA        | + 31 min 27 s                |
| 10e                          | Niklas Eg                    | Danemark                     | Trek-Segafredo                | + 31 min 46 s                |

| Classement du meilleur jeune | Classement du meilleur jeune | Classement du meilleur jeune | Classement du meilleur jeune  | Classement du meilleur jeune |
| Coureur                      | Coureur                      | Pays                         | Équipe                        | Temps                        |
| ---------------------------- | ---------------------------- | ---------------------------- | ----------------------------- | ---------------------------- |
| 1er                          | Miguel Ángel López           | Colombie                     | Astana                        | 44 h 54 min 19 s             |
| 2e                           | Tadej Pogačar                | Slovénie                     | UAE Team Emirates             | + 54 s                       |
| 3e                           | Sergio Higuita               | Colombie                     | EF Education First            | + 8 min 10 s                 |
| 4e                           | James Knox                   | Royaume-Uni                  | Deceuninck-Quick Step         | + 13 min 06 s                |
| 5e                           | Ruben Guerreiro              | Portugal                     | Katusha-Alpecin               | + 14 min 43 s                |
| 6e                           | Kilian Frankiny              | Suisse                       | Groupama-FDJ                  | + 16 min 52 s                |
| 7e                           | Daniel Martínez              | Colombie                     | EF Education First            | + 19 min 43 s                |
| 8e                           | Óscar Rodríguez Garaicoechea | Espagne                      | Euskadi Basque Country-Murias | + 21 min 13 s                |
| 9e                           | Cristian Rodríguez           | Espagne                      | Caja Rural-Seguros RGA        | + 31 min 27 s                |
| 10e                          | Niklas Eg                    | Danemark                     | Trek-Segafredo                | + 31 min 46 s                |

| Classement par équipes | Classement par équipes        | Classement par équipes | Classement par équipes |
| Équipe                 | Équipe                        | Pays                   | Temps                  |
| ---------------------- | ----------------------------- | ---------------------- | ---------------------- |
| 1re                    | Movistar Team                 | Espagne                | 133 h 42 min 43 s      |
| 2e                     | Astana                        | Kazakhstan             | + 22 min 01 s          |
| 3e                     | Team Jumbo-Visma              | Pays-Bas               | + 39 min 34 s          |
| 4e                     | Mitchelton-Scott              | Australie              | + 1 h 10 min 28 s      |
| 5e                     | AG2R La Mondiale              | France                 | + 1 h 10 min 33 s      |
| 6e                     | Euskadi Basque Country-Murias | Espagne                | + 1 h 17 min 11 s      |
| 7e                     | EF Education First            | États-Unis             | + 1 h 33 min 08 s      |
| 8e                     | Team Sunweb                   | Allemagne              | + 1 h 38 min 02 s      |
| 9e                     | UAE Team Emirates             | Émirats arabes unis    | + 1 h 39 min 28 s      |
| 10e                    | Trek-Segafredo                | États-Unis             | + 1 h 39 min 45 s      |

| Classement par équipes | Classement par équipes        | Classement par équipes | Classement par équipes |
| Équipe                 | Équipe                        | Pays                   | Temps                  |
| ---------------------- | ----------------------------- | ---------------------- | ---------------------- |
| 1re                    | Movistar Team                 | Espagne                | 133 h 42 min 43 s      |
| 2e                     | Astana                        | Kazakhstan             | + 22 min 01 s          |
| 3e                     | Team Jumbo-Visma              | Pays-Bas               | + 39 min 34 s          |
| 4e                     | Mitchelton-Scott              | Australie              | + 1 h 10 min 28 s      |
| 5e                     | AG2R La Mondiale              | France                 | + 1 h 10 min 33 s      |
| 6e                     | Euskadi Basque Country-Murias | Espagne                | + 1 h 17 min 11 s      |
| 7e                     | EF Education First            | États-Unis             | + 1 h 33 min 08 s      |
| 8e                     | Team Sunweb                   | Allemagne              | + 1 h 38 min 02 s      |
| 9e                     | UAE Team Emirates             | Émirats arabes unis    | + 1 h 39 min 28 s      |
| 10e                    | Trek-Segafredo                | États-Unis             | + 1 h 39 min 45 s      |